# 평은초등학교
평은초등학교는 대한민국 경상북도 영주시 평은면 평은리에 있는 공립 초등학교이다.

## 학교 연혁
- 1922년 6월 1일 : 평은공립보통학교 개교
- 1935년 4월 25일 : 부설 오운간이학교 개교
- 1991년 3월 1일 : 오운국민학교 본교 분교로 편입
- 1995년 3월 1일 : 내명분교장, 영은분교장 본교 통폐합
- 1996년 3월 1일 : 오운분교장 통폐합
- 2007년 2월 28일 : 용혈분교장 본교 통폐합
- 2013년 12월 4일 : 영주댐 수몰에 따라 구 영은분교장 자리로 이전 개교.[1]

## 참고 자료
- 평은초등학교 - 한국교육학술정보원 학교알리미